# Maciej Lampe
Maciej Bolesław Lampe (Łódź, 2 maggio 1985) è un ex cestista polacco con cittadinanza svedese, di formazione spagnola.

## Carriera
È stato selezionato dai New York Knicks al secondo giro del Draft NBA 2003 (30ª scelta assoluta).
Con la Polonia ha disputato due edizioni dei Campionati europei (2009, 2013).

## Statistiche

### NBA

#### Regular Season
| Anno      | Squadra         | PG | PT | MP   | TC%  | 3P%  | TL%  | RP  | AP  | PRP | SP  | PP  |
| --------- | --------------- | -- | -- | ---- | ---- | ---- | ---- | --- | --- | --- | --- | --- |
| 2003-2004 | Phoenix Suns    | 21 | 0  | 10,7 | 48,9 | 0,0  | 76,9 | 2,1 | 0,4 | 0,1 | 0,1 | 4,6 |
| 2004-2005 | Phoenix Suns    | 16 | 0  | 7,4  | 34,7 | 66,7 | 66,7 | 2,0 | 0,1 | 0,1 | 0,1 | 2,8 |
| 2004-2005 | N.O. Hornets    | 21 | 0  | 12,4 | 38,6 | 0,0  | 70,0 | 2,7 | 0,5 | 0,2 | 0,2 | 3,4 |
| 2005-2006 | N.O. Hornets    | 2  | 0  | 8,0  | 0,0  | -    | -    | 2,0 | 1,0 | 0,0 | 0,0 | 0,0 |
| 2005-2006 | Houston Rockets | 4  | 0  | 3,0  | 28,6 | -    | 0,0  | 1,3 | 0,0 | 0,0 | 0,0 | 1,0 |
| Carriera  | Carriera        | 64 | 0  | 9,9  | 40,7 | 25,0 | 67,6 | 2,2 | 0,3 | 0,1 | 0,2 | 3,4 |

### Eurolega
| Anno      | Squadra          | PG | PT | MP   | TC%  | 3P%  | TL%  | RP  | AP  | PRP | SP  | PP   |
| --------- | ---------------- | -- | -- | ---- | ---- | ---- | ---- | --- | --- | --- | --- | ---- |
| 2001-2002 | Real Madrid      | 3  | 0  | 7,4  | 50,0 | 50,0 | -    | 0,7 | 0,0 | 0,0 | 0,0 | 3,0  |
| 2002-2003 | Real Madrid      | 4  | 0  | 9,8  | 33,3 | 0,0  | 75,0 | 2,8 | 0,0 | 0,0 | 0,0 | 4,0  |
| 2009-2010 | Maccabi Tel Aviv | 8  | 4  | 17,3 | 44,4 | 38,9 | 90,0 | 3,8 | 0,9 | 0,5 | 0,2 | 8,0  |
| 2012-2013 | Saski Baskonia   | 28 | 24 | 24,7 | 48,4 | 31,8 | 76,5 | 6,1 | 0,8 | 0,6 | 0,5 | 13,9 |
| 2013-2014 | Barcellona       | 19 | 6  | 14,4 | 50,5 | 33,3 | 72,4 | 3,3 | 0,7 | 0,2 | 0,4 | 7,0  |
| 2014-2015 | Barcellona       | 24 | 3  | 13,3 | 42,5 | 23,8 | 81,4 | 3,8 | 0,6 | 0,2 | 0,4 | 6,2  |
| Carriera  | Carriera         | 86 | 37 | 17,2 | 46,9 | 30,8 | 77,7 | 4,3 | 0,7 | 0,3 | 0,4 | 8,8  |

## Palmarès

### Club

#### Competizioni nazionali
- Coppa di Russia: 1

Chimki: 2007-08
- Campionato spagnolo: 1

Barcellona: 2013-14
- Liga catalana: 2

Barcellona: 2013, 2014

#### Competizioni internazionali
- Eurocup: 1

UNICS Kazan': 2010-11

### Individuale
- MVP Coppa di Russia: 1

Chimki: 2007-08
- All-ULEB Eurocup First Team: 1

UNICS Kazan': 2010-11